# Авенариус, Николай Петрович
Николай Петрович Авенариус (1834—1903) — инспектор классов Варшавского Александро-Мариинского института, действительный статский советник.

## Биография
Родился 31 августа (12 сентября) 1834 года в Царском Селе. Отец Пётр Александрович (1794—1854) был лютеранским пастором. Мать — дочь лютеранского пастора, Генриетта Андреевна, урождённая Гамельман. Братья — Михаил (1835—1895) и Василий (1839—1923). Сестра — Софья, была замужем за фармацевтом В. К. Феррейном.
Учился в 5-й гимназии, а затем, пансионером — в 3-й Санкт-Петербургской гимназии. В 1857 году окончил Главный педагогический институт и был направлен преподавателем немецкого языка во 2-ю Санкт-Петербургскую гимназию.
Вскоре он был причислен по учёному комитету Министерства народного просвещения и командирован в Германию и Швейцарию для ознакомления с учительскими семинариями. Вернувшись в 1863 году в Россию, он занялся устройством первой учительской семинарии — Молодечненской — в северо-западном крае, а в следующем году устроил такую же семинарию для военного ведомства в Москве.
В 1864—1885 годах был инспектором Александринско-Мариинского института в Варшаве, затем — Белостокского учительского института.
С 20 декабря 1875 года — в чине действительного статского советника. Был награждён орденами Св. Станислава 1-й ст. (1886), Св. Владимира 3-й ст. (1882), Св. Анны 2-й ст. (1879).
В 1885—1890 годах занимался археологическими раскопками курганов в Борисовском и Новогрудском уездах, каменных могил в Бельском и Белостокском уездах. В результате собрал коллекции 125 каменных топоров у деревни Эсьмоны на Могилёвщине и свинцовых пломб со знаками Рюриковичей в Дорогичине (Дрогичин Надбужский и его древности // Древности Северо-Западного края / издание Императорской Археологической комиссии. Т. 1. Вып. 1. — СПб., 1890). Описал ятвяжские древние памятники Виленского музея.
Автор статей по нумизматике, археологии, педагогике, вопросам образования. С 1858 года он помещал в разных журналах (в «Подснежнике», «Воспитании», «Педагогическом сборнике», «Журнале Министерства народного просвещения», «Записках Императорской Академии наук», «Записках Императорского археологической комиссии», «Berliner Blatter fur Unterricht und Erziehung») различные педагогические статьи и учёные исследования. В их числе:
- Нечто о куне.—- [СПб.]: тип. Имп. Акад. наук, [1872].—- 24 с.
- Наша семейная летопись. — Варшава: тип. И. Яворского, 1872. — [4], 91 с., 1 л. табл.
- Исторический очерк Белостокского института благородных девиц / Сост. Н. П. Авенариус. — Белосток: типо-лит. Л. И. Хараша, 1891. — 71 с., 1 л. план.
- Несколько слов о дрогичинских пломбах. — СПб.: тип. И. Н. Скороходова, 1892. — 12 с.
- Руководство к воспитанию и элементарному обучению. — Варшава: тип. Упр. Варш. жандарм. окр., 1874. — [4], 249, [3] с.
- Образцы белорусского наречия разных местностей, доставленные Н. П. Авенариусом. [СПб.]: тип. Имп. Акад. наук, 1889. — 8 с.

Умер 3 (16) июля 1903 года в Ковно.
Кроме умерших в младенчестве детей, у него было пять сыновей и дочь. Один из его сыновей, Александр Николаевич (1864—?), основал в Мологе завод по производству фруктово-ягодных экстрактов и сгущённого молока, историю создания которого описал его сын, Николай Александрович Авенариус (Кремнистый путь. — М.: Волшебный фонарь, 2012. — ISBN 978-5-903505-70-8).